# Општина Подари (Долж)
Подари (рум. Podari) општина је у Румунији у округу Долж.
Oпштина се налази на надморској висини од 68 m.